# ورقة 10000 دولار أمريكي

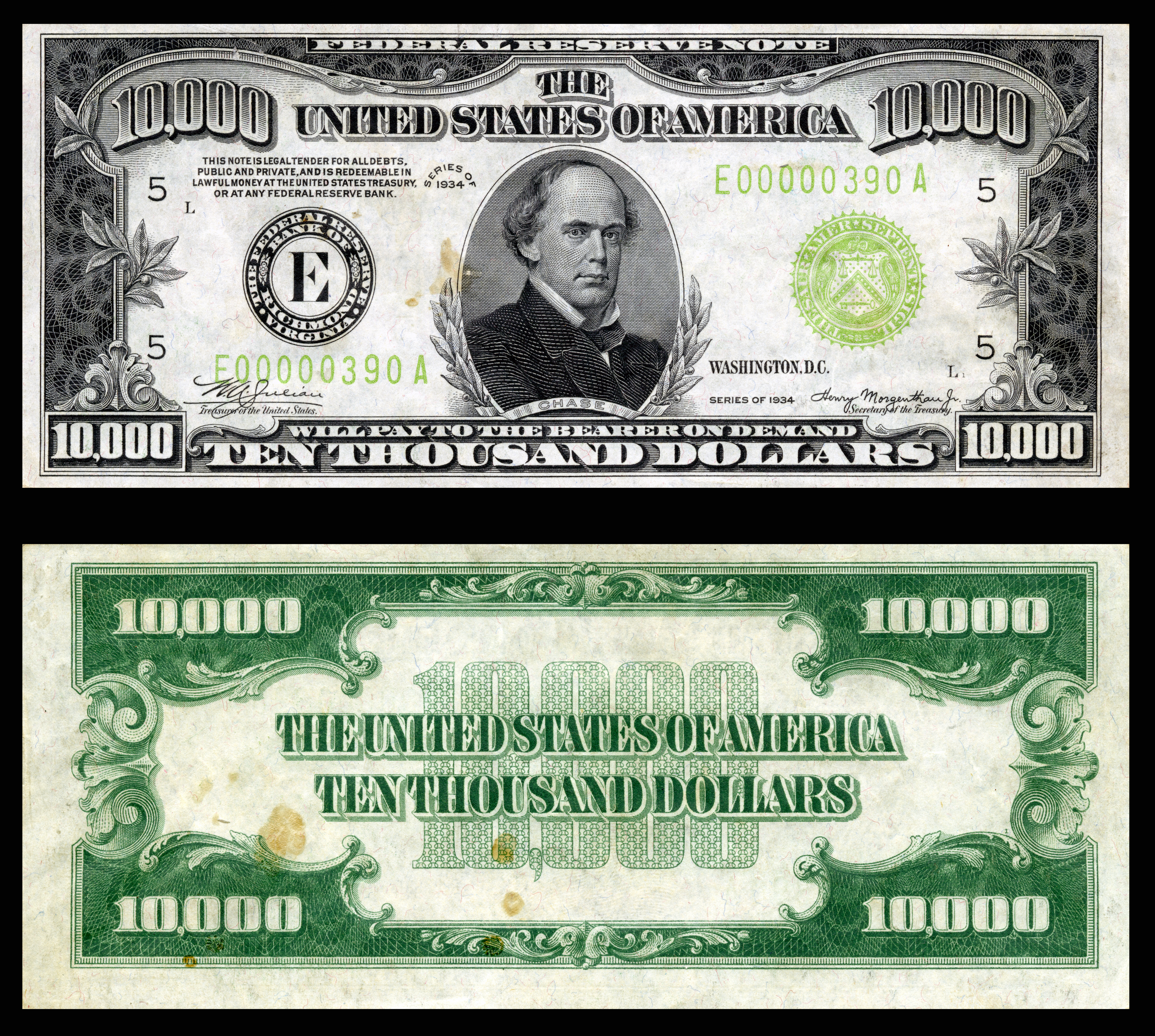
ورقة نقدية من بنك الاحتياطي الفيدرالي بقيمة 10000 دولار أمريكي عام 1934

ورقة نقدية بقيمة 10,000 دولار أمريكي (10000 دولار أمريكي) (1878–1934) هي فئة قديمة من عُملة الدولار الأمريكي. ورقة العشرة آلاف دولار أعلى فئة من العُملة الأمريكية التي يستخدمها عامة الناس ولم تُصدر بعد عام 1969. لا تزال هذه الأوراق النقدية قانونية، بالتالي فإن البنوك تستردها بالقيمة الاسمية. ومع ذلك، فإن قيمتها بالنسبة لهواة الجمع أعلى بكثير من قيمتها الاسمية.
في حين الأوراق النقد بقيمة 10000 دولار هي أعلى فئة يستخدمها عامة الناس، فقد استخدم ورقة نقدية بقيمة أعلى، وهي ورقة 100000 دولار، للتحويلات بين البنوك، ولم تداول، وحيازتها من قبل حاملي القطاع الخاص أمر غير قانوني.

## وصف
إصدر أول عشرة آلاف دولار كعُملة ورقية كبيرة الحجم يبلغ قياسها 7.38 بوصة (187 مـم) بمقدار 3.18 بوصة (81 مـم) ويصور أندرو جاكسون. بدءًا من سلسلة عام 1928، قُلص حجم الفاتورة إلى الحجم الصغير الذي يبلغ قياسه 6.14 بوصة (156 مـم) بمقدار 2.61 بوصة (66 مـم).
يَتضمن وجه الإصدار الصادر عام 1918 نصًا ("ورقة نقدية من الاحتياطي الفيدرالي" و "سَتدفع الولايات المتحدة الأمريكية لحامليها عند الطلب عشرة آلاف دولار") و صورة لوزير الخزانة السابق سالمون ب. تشيس. ويَظهر على الوجه الخلفي صورة للمستوطنين الأوائل وهم يصعدون على متن السفن ( صعود الحجاج ) والرقم 10000 إلى جانب عبارة "Federal Reserve Note".
كان الوجه الخلفي البسيط للعُملة الصادرة في عامي 1928 و 1934 يتميز بإطار مزخرف ونص "الولايات المتحدة الأمريكية" و "عشرة آلاف دولار" و"10000".

## تأريخ

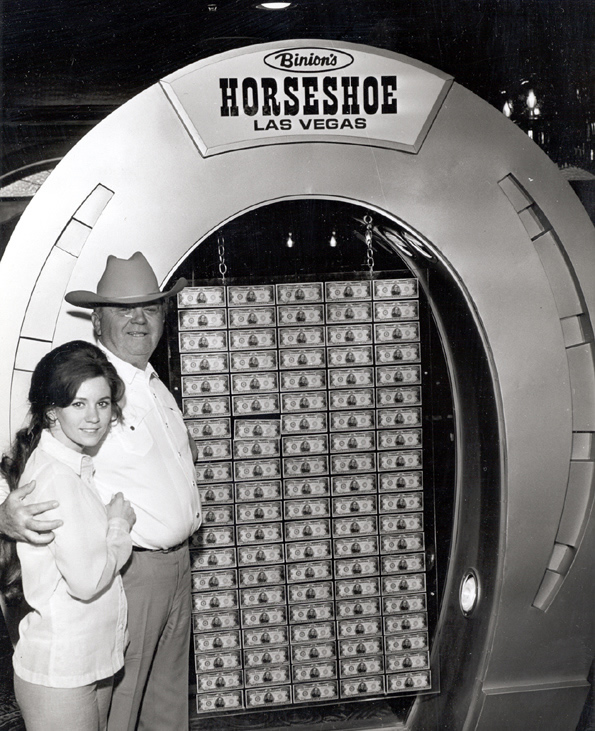
بيني وبيكي بينيون يقفان مع 100 ورقة نقدية بقيمة 10 آلاف دولار أميركي تعادل مليون دولار

طُبعت ورقة العشرة آلاف دولار الأمريكية في الفترة من عام 1878 إلى عام 1934. ظَهرت ورقة نقدية بقيمة 10 آلاف دولار لأول مرة في العطاء القانوني لسلسلة عام 1878. أعيد إصدارهُ في السلسلة 1914 و 1918 وفي السلسلة 1928 و 1934. "Horse Blanket" كبيرة الحجم من عام 1878، بَلغ سعر الدولار الواحد 7.38 بوصة (187 مـم) دولارًا. بمقدار 3.18 بوصة (81 مـم)، وسلسلة 1928 قياسها 6.14 بوصة (156 مـم) بمقدار 2.61 بوصة (66 مـم).
صدرت الورقة النقدية في الأصل كشهادة ذهبية، ولكن الأمر التنفيذي رقم 6102 لعام 1933 حد من ملكية العُملة الذهبية، لذلك أعيد تَصميم الورقة النقدية وأعيد إصدارها كأوراق نقدية صادرة عن الاحتياطي الفيدرالي. وتوقف مكتب النقش والطباعة عن طباعتها في عام 1934 واستمر في إصدار الأوراق النقدية حتى عام 1969. ولم تكن الأوراق النقدية متداولة على نطاق واسع بين عامة الناس لأنها طبعت في المقام الأول لتسهيل المعاملات بين البنوك. في 14 يوليو 1969، أعلنت وزارة الخزانة الأمريكية أنه سيتوقف تداول جميع الأوراق النقدية التي تزيد عن 100 دولار، وأن جميع البنوك ملزمة بإرسال أي ورقة نقدية بقيمة 10000 دولار للتدمير، مما يجعل الأوراق النقدية نادرة بشكل متزايد.
دَفع هواة الجمع 480 ألف دولار مُقابل نماذج عالية القيمة مصنفة بشكل فردي. وعلى الرغم من عدم تداولها على نطاق واسع خارج البنوك، فإن العديد من الأوراق النقدية التي لا تزال موجودة لا تزال في حالة جيدة.
عرض مشغل الكازينو بيني بينيون مائة ورقة نَقدية من فئة 10 آلاف دولار في كازينو بينيون، قاعة القمار والفندق. شُريت المجموعة بأكملها من قِبل جاي بارينو في عام 1999 بمبلغ أقل من 10 ملايين دولار. ومنذ ذلك الحين، بُيعت الأوراق النَقدية الفردية من المجموعة بمبلغ يصل إلى 188 ألف دولار للورقة الواحدة. قبل التفكيك، سُجلت مواضع وأرقام التسلسل لكل فاتورة حتى يتمكن المشترون من معرفة مكان وجود فاتورتهم في العرض.
في عام 2023، بيعت ورقة نَقدية غير متداولة بقيمة 10000 دولار من عام 1934 مُصنفة من قبل شركة ضمان النقود الورقية (PMG) مُقابل ما يقرب من 500000 دولار في Heritage Auctions في تكساس.

## معرض الصور

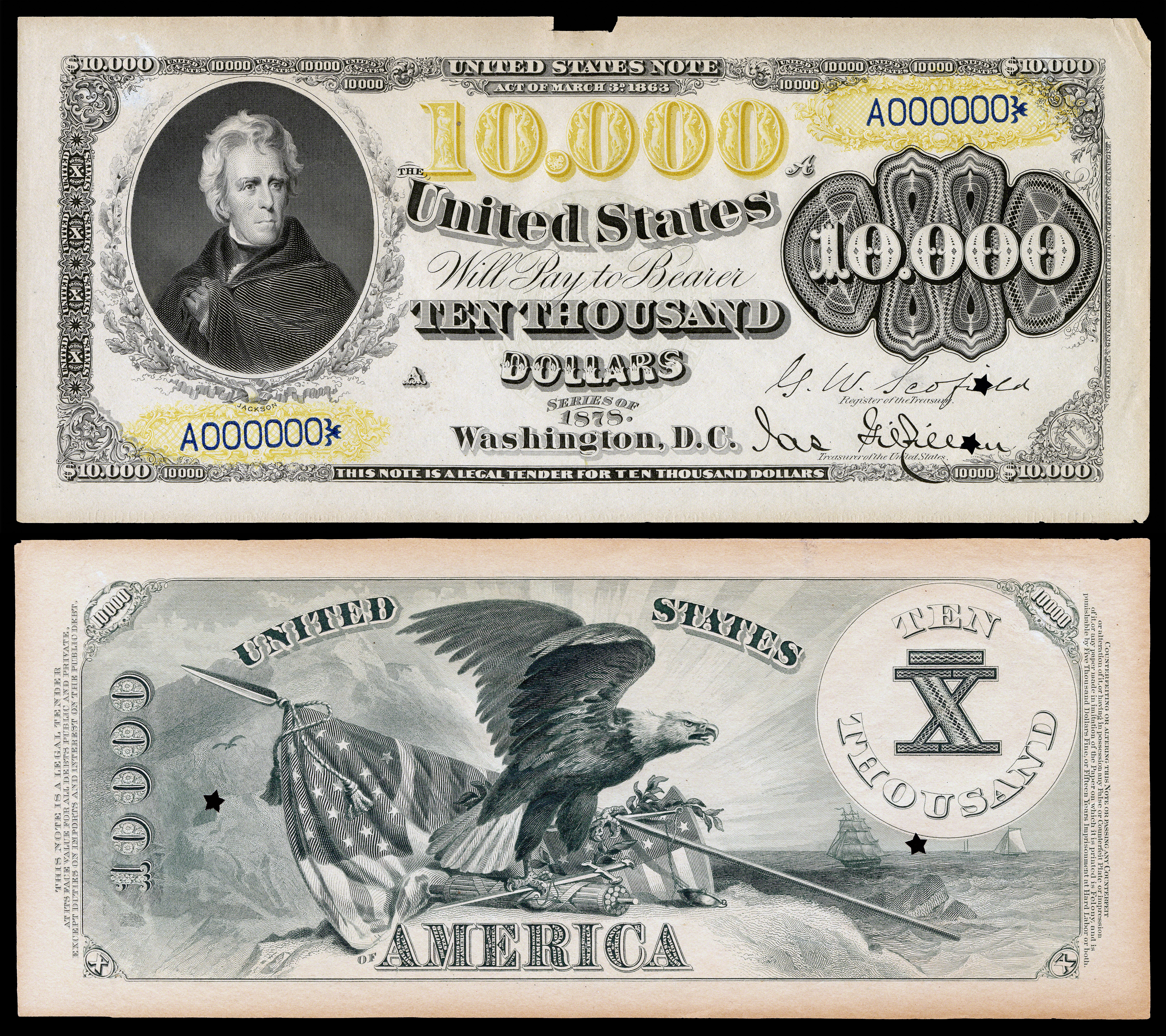
شهادة ذهبية بقيمة 10000دولار أمريكي عام 1878.
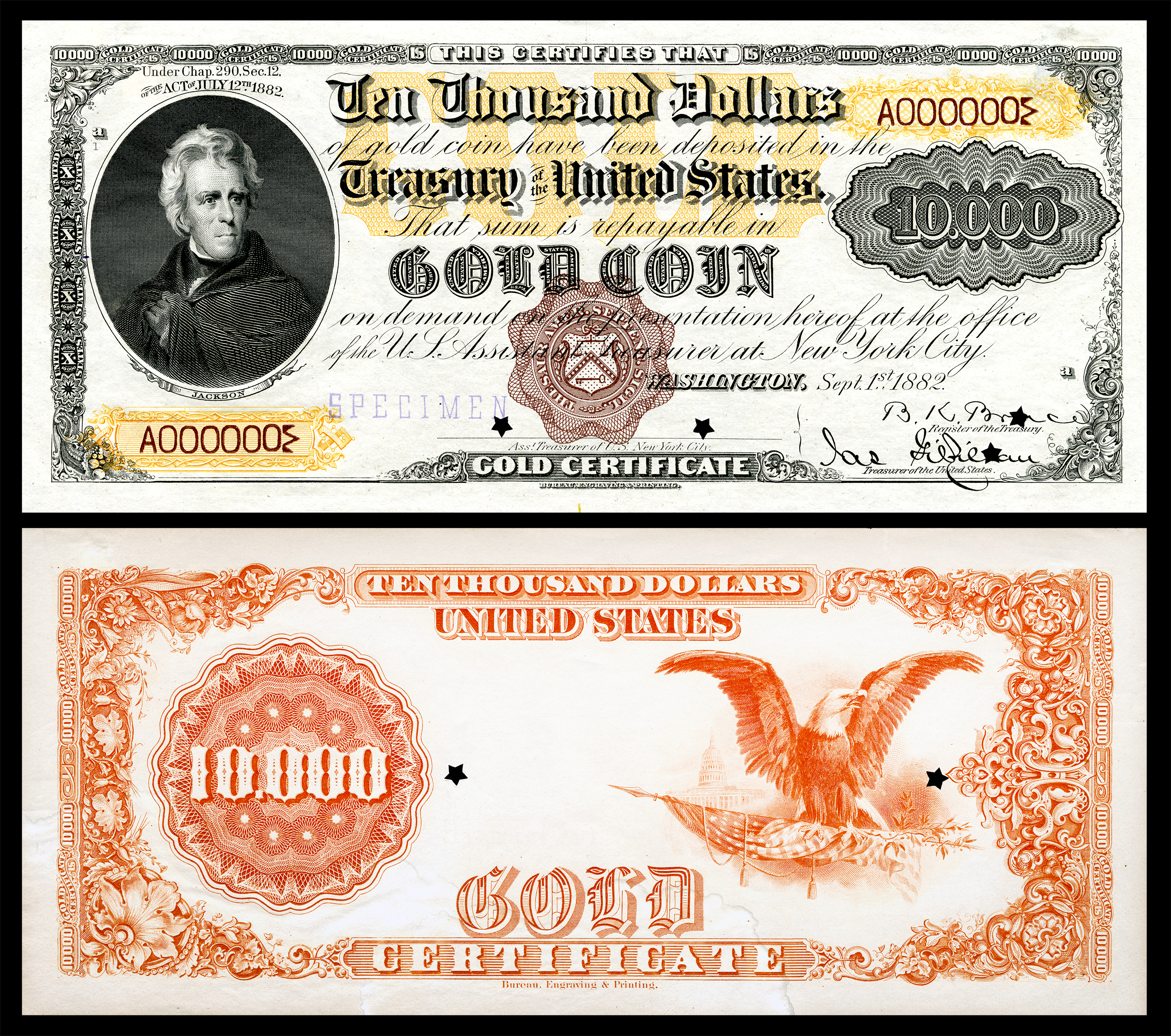
شهادة ذهبية بقيمة 10000دولار أمريكي عام 1882.
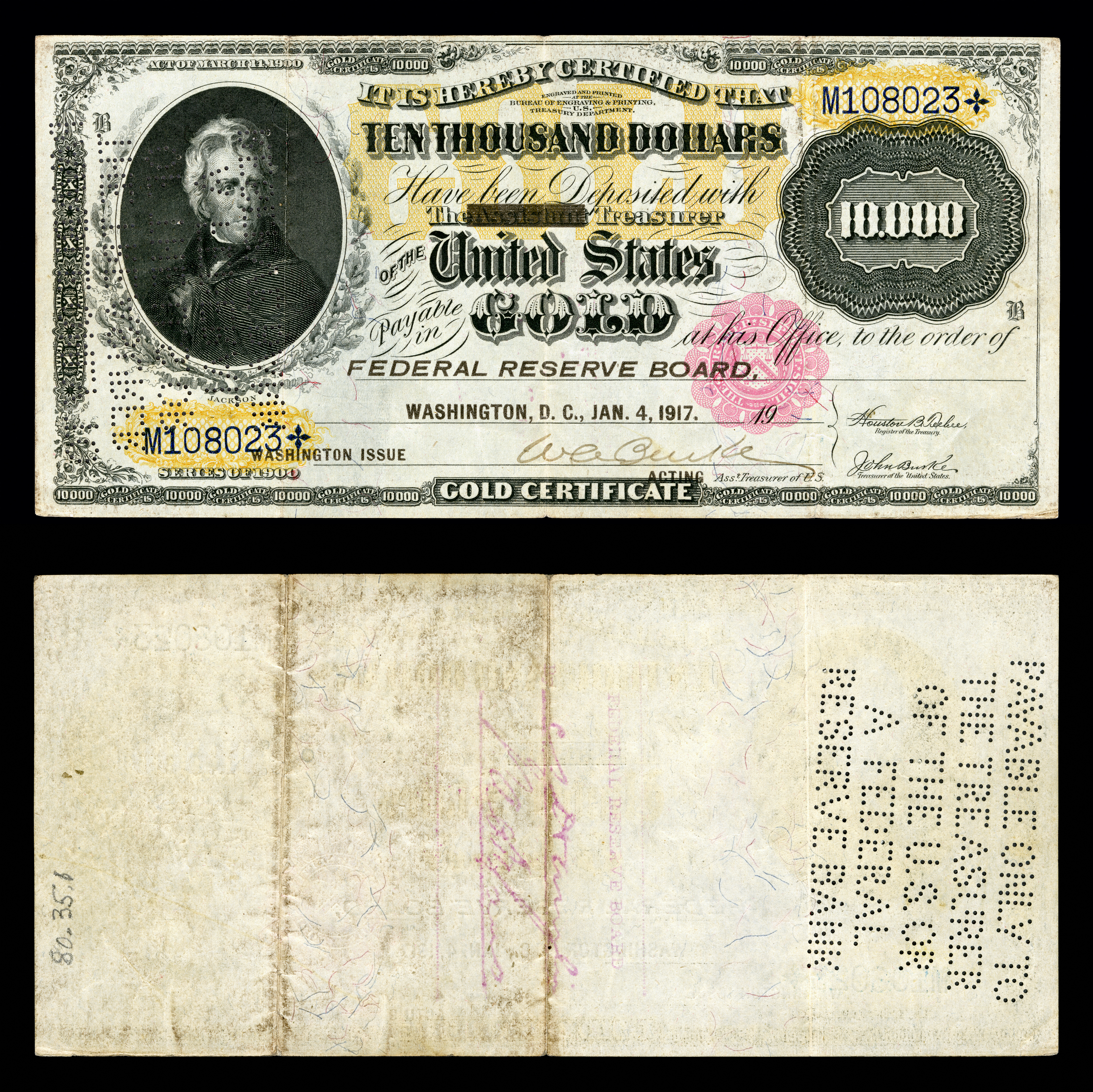
شهادة ذهبية بقيمة 10000دولار أمريكي عام 1917.
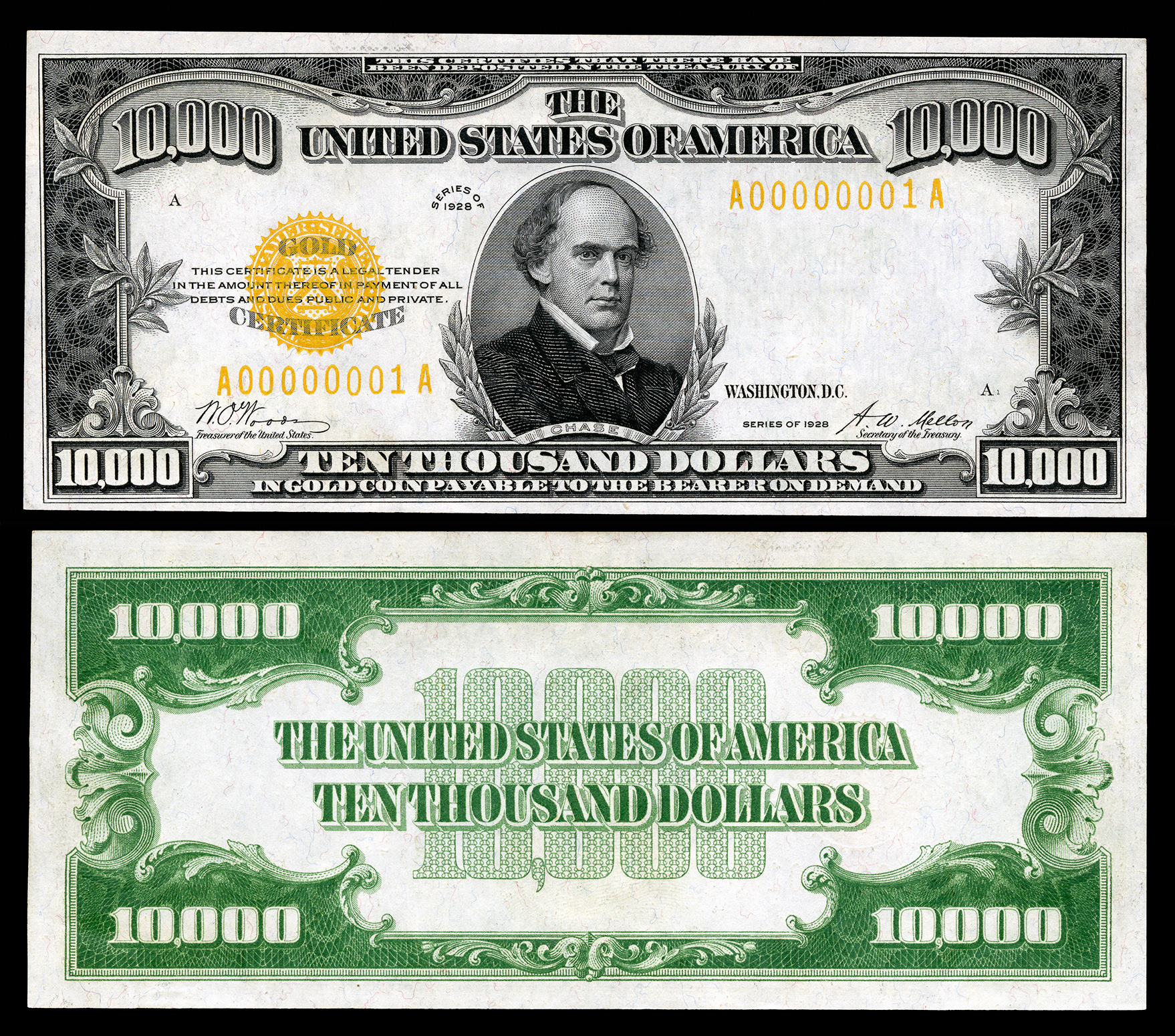
شهادة ذهبية بقيمة 10000دولار أمريكي عام 1928.
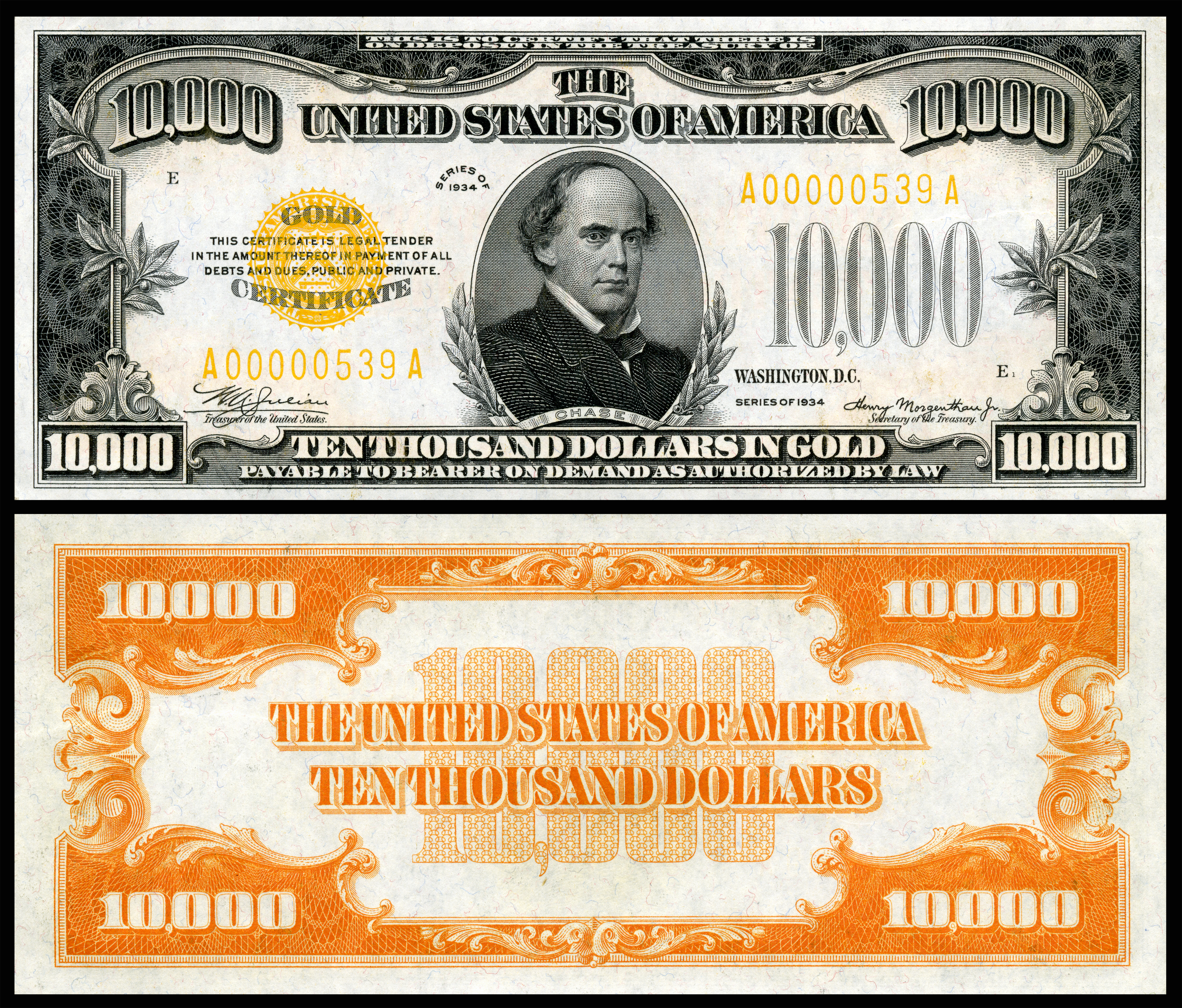
شهادة ذهبية بقيمة 10000دولار أمريكي عام 1934.